# 梅谷ケンヂ
梅谷 ケンヂ（うめたに けんぢ）は、日本の漫画家。
双葉社『アクションピザッツ』を中心に活動しており、アクションピザッツの表紙イラストを担当。2005年後半から2007年前半まで専任。

## 概要
しなやかで、かつ張りのある肉体表現とダイナミックで迫力のある魅せる動きが特徴的で高い画力を持つ。主人公は比較的、穏やかで優しい女性が多い。あとがきにて、ペンネームの「ヂ」は持病の痔から。しかし、ウォシュレットを使ったところ治ってしまった。アシスタント時代の同僚が単行本を一冊出し業界から姿を消した話を聞き、単行本の売れ行き次第で原稿を描かせてもらえなくなるから気を付けなさいという師匠の言葉を引用し、明日は我が身頑張らねば、と業界の厳しさを吐露したり、原稿がデジタル処理になり掲載スピードが遅くなり嘆くなど自身の日常について語る事も多い。

## エピソード
アシスタントの一人ににたくわんがいた。

## 書籍
- 家庭教師Miki 1巻（双葉社、2000年9月8日）アクションピザッツ掲載時期：1999年3月17日号 - 2002年3月20日号
- 家庭教師Miki 2巻（双葉社、2002年4月12日）
- Mの悲劇（双葉社、2003年9月28日）
- ひとみのカルテ 1巻（双葉社、2005年1月28日）アクションピザッツ掲載時期：2003年8月2日号 - 2006年12月20日号
- ひとみのカルテ 2巻（双葉社、2005年9月28日）
- ひとみのカルテ 3巻（双葉社、2006年3月11日）
- ひとみのカルテ 4巻（双葉社、2007年3月12日）
- 玉2ふぉーちゅーん（双葉社、2007年12月26日）アクションピザッツ掲載時期：2007年2月21日号 - 同年11月21日号
- みあき♥ひたむき 1巻（双葉社、2008年12月27日）アクションピザッツ掲載時期：2008年1月23日号 - 同年3月19日号 ※新創刊の「アクションピザッツDX」へ移籍
- みあき♥ひたむき 2巻（双葉社、2009年11月28日）
- みあき♥ひたむき 3巻（双葉社、2010年12月27日）
- みあき♥ひたむき 4巻（エンジェル出版、2013年1月17日）